# Nambangrejo
Nambangrejo is een bestuurslaag in het regentschap Ponorogo van de provincie Oost-Java, Indonesië. Nambangrejo telt 2684 inwoners (volkstelling 2010).